# Венесуэльско-мексиканские отношения
Венесуэльско-мексиканские отношения — двусторонние дипломатические отношения между Венесуэлой и Мексикой.

## История
У Венесуэлы и Мексики общая история в тот период когда они были колонизированы Испанией, территории этих стран являлись составными частями испанских вице-королевств. 10 ноября 2005 года президент Венесуэлы Уго Чавес заявил в своем выступлении в программе Alo Presidente, что считает президента Мексики Винсенте Фоксa Кесаду «щенком», который не проводит самостоятельной политики и следует во всём за Соединёнными Штатами Америки. Правительство Мексики потребовало извинений за подобного рода высказывания, однако призыв остался без ответа со стороны венесуэльского правительства, что спровоцировало дипломатический кризис между странами.
В 2006 году президент Венесуэлы Уго Чавес объявил, что Венесуэла выйдет из торгового блока Группа трёх в связи с натянутыми отношениями с лидерами Мексики (Винсенте Фокс Кесада) и Колумбии (Альваро Урибе Велес). В августе 2007 года после двух лет дипломатического конфликта отношения между странами нормализовались и Венесуэла восстановила членство в Группе трёх.
В апреле 2013 года президентом Венесуэлы был избран Николас Мадуро и правительство Мексики подчеркнуло наличие тесных связей между странами, а также готовность наладить взаимодействие с избранным президентом. В январе 2015 года Николас Мадуро обвинил президента Мексики Фелипе Кальдерона в заговоре с оппозицией с целью организации государственного переворота в Венесуэле. Также Николас Мадуро обвинил Фелипе Кальдерона в связях с наркокартелями. 

## Торговля
В 2014 году товарооборот между странами составил сумму в 1,6 млрд долларов США. Экспорт Мексики в Венесуэлу: кукуруза, детское питание, шампунь, бумага и машины. Экспорт Венесуэлы в Мексику: оборудование для производства стали, строительные материалы и семена кунжута.